# Spielothek-Cup 2015
Der Spielothek-Cup 2015 war die 28. Austragung des Handballwettbewerbs und wurde am 7. und 8. August 2015 in den ostwestfälischen Städten Lübbecke und Minden in Nordrhein-Westfalen ausgetragen.
GWD Minden setzte sich im Finale mit 33:28 (17:13) Toren gegen den TBV Lemgo durch und gewann seinen insgesamt fünften Titel. Den dritten Platz sicherte sich der TuS N-Lübbecke mit 25:21 (13:8) gegen die HSG Nordhorn-Lingen. Torschützenkönig wurde Hildesheims Lothar von Hermanni mit 19 Toren.

## Preisgeld
Das Preisgeld betrug 6.000 Euro. 2.000 Euro davon gingen an den Sieger GWD Minden.
| Erreichte Platzierung | Preisgeld |
| --------------------- | --------- |
| Sieg                  | 2.000 €   |
| 2. Platz              | 1.250 €   |
| 3. Platz              | 1.000 €   |
| 4. Platz              | 750 €     |
| 5. Platz              | 500 €     |
| 6. Platz              | 500 €     |

## Spiele

### Vorrunde

#### Wertungskriterien
In der Gruppenphase betrug die Spielzeit 1 × 30 Minuten. Es gab zwei Gruppen mit je drei Teilnehmern. Innerhalb der Gruppen spielte jede Mannschaft gegen jede andere Mannschaft, also drei Partien pro Gruppe. Der Sieger jeder Begegnung erhielt zwei Punkte, der Verlierer keinen, bei einem Unentschieden erhielt jeder einen Punkt. Die Platzierung der Mannschaften in den Gruppen ergab sich dabei in folgender Reihenfolge:
1. Anzahl der Punkte;
2. Tordifferenz;
3. Anzahl der erzielten Tore;
4. höhere Anzahl Punkte in den Direktbegegnungen der punktgleichen Teams;
5. bessere Tordifferenz in den Direktbegegnungen der punktgleichen Teams;
6. höhere Anzahl Tore in den Direktbegegnungen der punktgleichen Teams;
7. das Los.

Die jeweils Gruppenersten qualifizierten sich für das Finale, die Zweiten für das Spiel um den 3. Platz und die Dritten für das Spiel um Platz fünf.
Legende

#### Gruppe A
| Pl. | Verein              | Sp. | S | U | N | Tore    | Diff. | Punkte |
| --- | ------------------- | --- | - | - | - | ------- | ----- | ------ |
| 1.  | GWD Minden          | 2   | 2 | 0 | 0 | 029:240 | +5    | 04:00  |
| 2.  | HSG Nordhorn-Lingen | 2   | 1 | 0 | 1 | 026:240 | +2    | 02:20  |
| 3.  | TV Emsdetten        | 2   | 0 | 0 | 2 | 026:330 | −7    | 00:40  |

| 7. August 2015 17:00 Uhr | GWD Minden                  | 12:10 | HSG Nordhorn-Lingen         | Merkur Arena, Lübbecke Zuschauer: 600 |
| 7. August 2015 17:00 Uhr | meiste Tore: Rambo (4 Tore) |       | meiste Tore: Wiese (4 Tore) | Merkur Arena, Lübbecke Zuschauer: 600 |
| 7. August 2015 17:00 Uhr |                             |       |                             | Merkur Arena, Lübbecke Zuschauer: 600 |

| 7. August 2015 18:30 Uhr | HSG Nordhorn-Lingen          | 16:12 | TV Emsdetten                  | Merkur Arena, Lübbecke Zuschauer: 600 |
| 7. August 2015 18:30 Uhr | meiste Tore: Mičkal (4 Tore) |       | meiste Tore: Rivesjö (4 Tore) | Merkur Arena, Lübbecke Zuschauer: 600 |
| 7. August 2015 18:30 Uhr |                              |       |                               | Merkur Arena, Lübbecke Zuschauer: 600 |

| 7. August 2015 20:00 Uhr | TV Emsdetten                     | 14:17 | GWD Minden                     | Merkur Arena, Lübbecke Zuschauer: 600 |
| 7. August 2015 20:00 Uhr | meiste Tore: Grétarsson (4 Tore) |       | meiste Tore: Svitlica (5 Tore) | Merkur Arena, Lübbecke Zuschauer: 600 |
| 7. August 2015 20:00 Uhr |                                  |       |                                | Merkur Arena, Lübbecke Zuschauer: 600 |

#### Gruppe B
| Pl. | Verein               | Sp. | S | U | N | Tore    | Diff. | Punkte |
| --- | -------------------- | --- | - | - | - | ------- | ----- | ------ |
| 1.  | TBV Lemgo            | 2   | 2 | 0 | 0 | 029:250 | +4    | 04:00  |
| 2.  | TuS N-Lübbecke       | 2   | 1 | 0 | 1 | 025:240 | +1    | 02:20  |
| 3.  | Eintracht Hildesheim | 2   | 0 | 0 | 2 | 024:290 | −5    | 00:40  |

| 7. August 2015 17:45 Uhr | TuS N-Lübbecke                | 14:10 | Eintracht Hildesheim               | Merkur Arena, Lübbecke Zuschauer: 600 |
| 7. August 2015 17:45 Uhr | meiste Tore: Schagen (3 Tore) |       | meiste Tore: von Hermanni (3 Tore) | Merkur Arena, Lübbecke Zuschauer: 600 |
| 7. August 2015 17:45 Uhr |                               |       |                                    | Merkur Arena, Lübbecke Zuschauer: 600 |

| 7. August 2015 19:15 Uhr | Eintracht Hildesheim           | 14:15 | TBV Lemgo                     | Merkur Arena, Lübbecke Zuschauer: 600 |
| 7. August 2015 19:15 Uhr | meiste Tore: Kucharík (4 Tore) |       | meiste Tore: Hermann (4 Tore) | Merkur Arena, Lübbecke Zuschauer: 600 |
| 7. August 2015 19:15 Uhr |                                |       |                               | Merkur Arena, Lübbecke Zuschauer: 600 |

| 7. August 2015 20:45 Uhr | TBV Lemgo                    | 14:11 | TuS N-Lübbecke              | Merkur Arena, Lübbecke Zuschauer: 600 |
| 7. August 2015 20:45 Uhr | meiste Tore: Hornke (4 Tore) |       | meiste Tore: Remer (4 Tore) | Merkur Arena, Lübbecke Zuschauer: 600 |
| 7. August 2015 20:45 Uhr |                              |       |                             | Merkur Arena, Lübbecke Zuschauer: 600 |

### Finalrunde
In den Entscheidungsspielen betrug die Spielzeit 2 × 30 Minuten. Hätte ein Spiel nach der regulären Spielzeit unentschieden gestanden, wäre es um 2 × 5 Minuten verlängert worden. Danach hätte ein Siebenmeterwerfen die Partie entschieden.

#### Spiel um Platz 5
| 8. August 2015 16:00 Uhr | TV Emsdetten                      | 38:34   | Eintracht Hildesheim                | Kampa-Halle, Minden Zuschauer: 1.032 |
| 8. August 2015 16:00 Uhr | meiste Tore: Grétarsson (10 Tore) | (19:17) | meiste Tore: von Hermanni (13 Tore) | Kampa-Halle, Minden Zuschauer: 1.032 |
| 8. August 2015 16:00 Uhr |                                   |         |                                     | Kampa-Halle, Minden Zuschauer: 1.032 |

#### Spiel um Platz 3
| 8. August 2015 17:45 Uhr | HSG Nordhorn-Lingen         | 21:25  | TuS N-Lübbecke              | Kampa-Halle, Minden Zuschauer: 1.032 |
| 8. August 2015 17:45 Uhr | meiste Tore: Wiese (6 Tore) | (8:13) | meiste Tore: Herth (6 Tore) | Kampa-Halle, Minden Zuschauer: 1.032 |
| 8. August 2015 17:45 Uhr |                             |        |                             | Kampa-Halle, Minden Zuschauer: 1.032 |

#### Finale
| GWD Minden | GWD Minden | TBV Lemgo | TBV Lemgo |
| | Finale 8. August 2015, 19:30 Uhr in Minden (Kampa-Halle) Ergebnis: 33:28 (17:13) Zuschauer: 1.032 Schiedsrichter: Pawel Fratczak, Paulo Ribeiro ( Deutschland) |           |           |
| Gerrie Eijlers, Kim Sonne – Florian Freitag (2), Moritz Schäpsmeier , Charlie Sjöstrand (6), Christoffer Rambo (6), Sören Südmeier (1), Nils Torbrügge, Joakim Larsson (2), Aleksandar Svitlica (6/1), Nenad Bilbija (4), Dalibor Doder (3), Miladin Kozlina (3) Trainer: Frank Carstens ( Deutschland) | Jonas Maier, Nils Dresrüsse – Anton Månsson (3), Erwin Feuchtmann Perez (3), Andrej Kogut (5), Tim Hornke (2/1), Gustav Rydergård, Jonathan Stenbäcken, Rolf Hermann (3), Tom Skroblien, Arne Niemeyer, Arjan Haenen (4/4), Max Höning (2), Patrick Zieker (2), Marcel Niemeyer (4) Trainer: Florian Kehrmann ( Deutschland) |           |           |
| Torbrügge, Svitlica (2), Rambo (2) | keine |           |           |

## Statistiken

### Torschützenliste
| Pl. | Spieler             | Verein               | Tore | FT | 7m | T/S  |
| --- | ------------------- | -------------------- | ---- | -- | -- | ---- |
| 1   | Lothar von Hermanni | Eintracht Hildesheim | 19   | 7  | 12 | 6,33 |
| 2   | Oddur Grétarsson    | TV Emsdetten         | 16   | 14 | 2  | 5,33 |
| 3   | Jens Wiese          | HSG Nordhorn-Lingen  | 13   | 13 | 0  | 4,33 |
|     | Aleksandar Svitlica | GWD Minden           | 13   | 12 | 1  | 4,33 |
| 5   | Christoffer Rambo   | GWD Minden           | 12   | 12 | 0  | 4    |
|     | Nikolaos Tzoufras   | Eintracht Hildesheim | 12   | 12 | 0  | 4    |
|     | Tobias Rivesjö      | TV Emsdetten         | 12   | 10 | 2  | 4    |
| 8   | Rolf Hermann        | TBV Lemgo            | 10   | 10 | 0  | 3,33 |
|     | Benjamin Herth      | TuS N-Lübbecke       | 10   | 10 | 0  | 3,33 |
|     | Ivan Kucharík       | Eintracht Hildesheim | 10   | 10 | 0  | 3,33 |
|     | Charlie Sjöstrand   | GWD Minden           | 10   | 8  | 2  | 3,33 |

FT – Feldtore, 7m – Siebenmeter-Tore, T/S – Tore pro Spiel

## Aufgebote
| GWD Minden | TBV Lemgo | TuS N-Lübbecke |
| Gerrie Eijlers Kim Sonne Florian Freitag Moritz Schäpsmeier Miladin Kozlina Charlie Sjöstrand Christoffer Rambo Sören Südmeier Nils Torbrügge Joakim Larsson Aleksandar Svitlica Dalibor Doder Nenad Bilbija | Jonas Maier Nils Dresrüsse Anton Månsson Erwin Feuchtmann Perez Andrej Kogut Tim Hornke Gustav Rydergård Jonathan Stenbäcken Rolf Hermann Tom Skroblien Arne Niemeyer Arjan Haenen Max Höning Patrick Zieker Marcel Niemeyer Georg Pöhle | Nikola Blažičko Matevž Skok Benjamin Herth Jens Bechtloff Gabor Langhans Ramon Tauabo Niclas Pieczkowski Vuk Lazović Felix Bahrenberg Tim Suton Bobby Schagen Jens Schöngarth Christian Klimek Tim Remer |
| Frank Carstens (Trainer) | Florian Kehrmann (Trainer) | Goran Suton (Trainer) |

### 4.Platz:HSG Nordhorn-Lingen
| - Björn Buhrmester - Dennis Bartels - Nicky Verjans - Lutz Heiny | - Pavel Mičkal - Nils Meyer - Matthias Poll - Jürgen Rooba | - Alexander Terwolbeck - Luca de Boer - Jens Wiese - Asbjørn Madsen |  |

Trainer: Heiner Bültmann

### 5.Platz:TV Emsdetten
| - Maurice Behrens - Nils Babin - Merten Krings - Nick Steffen | - Tilmann Pröhl - Iso Sluijters - Tobias Rivesjö - Sven Wesseling | - Jesper Adams - André Kropp - Anton Rúnarsson - Oddur Grétarsson | - Artjom Antonevitch |

Trainer: Daniel Kubeš

### 6.Platz:Eintracht Hildesheim
| - Maximilian Kroll - Pascal Kinzel - Torben Sauff - Georgi Nikolow | - Tom Arden Aareskjold - Robin John - Tim Zechel - Sergej Gorpishin | - Ivan Kucharík - Nikolaos Tzoufras - Maximilian Wasielewski - Jonathan Semisch | - Lothar von Hermanni - Andreas Simon - Paul Hoppe |

Trainer: Gerald Oberbeck